# Objaw Chvostka
Objaw Chvostka (ang. Chvostek sign, Chvostek tremor) – gwałtowne  skurcze mięśni mimicznych twarzy, unerwionych przez nerw twarzowy po uderzeniu młoteczkiem neurologicznym w brzeg mięśnia żwacza. Jeden z objawów tężyczkowych, czyli związanych z funkcją przytarczyc. Nazwa objawu pochodzi od nazwiska austriackiego lekarza Františka Chvostka, który opisał go w 1876 roku.
W dermatologii, objaw Chvostka określa się jako kobiecy typ owłosienia łonowego u mężczyzn w przebiegu marskości lub raka wątrobowokomórkowego.